# Vivian Lockett
Vivian Noverre Lockett (New Brighton, Merseyside, 18 de juliol de 1880 – Norwich, Norfolk, 30 de maig de 1962) va ser un coronel de l'Exèrcit Britànici jugador de polo anglès.
Estudià al Wellington College, al Trinity College de la Universitat de Cambridge i a Sandhurst. Després de graduar-se a Sandhurst entrà a la Royal Field Artillery abans de passar al 17è Regiment de Llancers, i el 1927 succeir a Tim Melville com a comandant. Es retirà de l'exèrcit el 1933, però tornà a ser cridat a finles el 1940 com a comandant del Cavalry Training Centre d'Edimburg. Es casà el 1915 amb Violet Coleman, amb qui va tenir tres fills. Morí a Norwich el 1962.
Com a jugador de polo disputà la International Polo Cup de 1913, 1914 i 1921, guanyant l'edició de 1914. El 1920 va prendre part en els Jocs Olímpics d'Anvers, on guanyà la medalla d'or en la competició de polo en superar a la selecció espanyola en la final. Lockett compartí equip amb Teignmouth Melville, John Wodehouse i Frederick Barrett i.